# Шан (Саона и Лоара)
Шан (фр. Chânes) насеље је и општина у источном делу централне Француске у региону Бургоња, у департману Саона и Лоара која припада префектури Макон.
По подацима из 2011. године у општини је живело 567 становника, а густина насељености је износила 253,12 становника/km². Општина се простире на површини од 2,24 km². Налази се на средњој надморској висини од 220 метара (максималној 264 m, а минималној 196 m).

## Демографија
| 1962. | 1968. | 1975. | 1982. | 1990. | 1999. | 2011. |
| ----- | ----- | ----- | ----- | ----- | ----- | ----- |
| 247   | 270   | 287   | 502   | 530   | 510   | 567   |

График промене броја становника у току последњих година